# هیگرا لا رئال
هیگرا لا رئال (به اسپانیایی: Higuera la Real) یک شهرستان در اسپانیا است که در استان باداخس واقع شده‌است.